# Техасская саламандра
Техасская саламандра (лат. Eurycea rathbuni) — хвостатое земноводное из семейства безлёгочных саламандр. Видовое латинское название дано в честь американского морского биолога Ричарда Ратбуна (1852—1918).
Общая длина достигает 8—13,5 см. Это неотеничная личинка, которая потеряла способность к метаморфозу. Голова удлинённая и плоская с лопатообразной мордой. Имеет также перистые жабры, которые сохраняются на всю жизнь. Глаза сильно редуцированные, затянуты кожей. Туловище плотное с 12 реберными щелями. Конечности длинные, передние — с 4 пальцами, задние — с 5. Хвост сжат с боков, сужающийся к концу. Окраска кожи белая, почти без всякого пигмента. Жабры красного цвета.
Полупрозрачное тело с чрезвычайно тонкими ногами и большая голова придают этому земноводному вид какого-то неземного существа — «призрака».
Встречается в артезианских колодцах и глубоких пещерах. Ведёт водный образ жизни. Активна только в темноте. Питается улитками, крабами и другими беспозвоночными.
Самка откладывает в воду до 15 яиц. Спаривание и размножение происходит в течение года. Самки сами ищут самцов. Последние оставляют на камнях свои сперматофоры, которые самки втягивают в свою клоаку.
Вид распространён в центральном Техасе (США).